# Palais des évêques de Cracovie (Varsovie)
Le palais des évêques de Cracovie (en polonais Pałac Biskupów Krakowskich w Warszawie) est un palais de style baroque. Il est situé au n°5 Ulica Miodowa à l'angle de la rue Senatorska, dans l'arrondissement de Śródmieście (Centre-ville) à Varsovie. 

## Histoire
Le palais des évêques de Cracovie  était la résidence des évêques de Cracovie à Varsovie. Il a été construit en 1622 puis en 1668. Il a brûlé pendant le siège de Varsovie en 1939 et démoli pendant le soulèvement de Varsovie en 1944. Il a été reconstruit selon les plans de Ludwik Borawski et Wenceslas Podlewski entre 1948 et 1950 et a abrité le siège du constructeur aéronautique polonais PZL.